# Bătălia de la Blaauwberg
Bătălia de la Blaauwberg, cunoscută și sub numele de Bătălia de la Cape Town, a fost un conflict armat mic, dar semnificativ între Regatul Unit și Republica Batavă, care a avut loc lângă Cape Town între 8–18 ianuarie 1806. După victoria britanică, pacea între cele două părți a fost încheiat sub Arborul Tratatului din suburbia Woodstock. Această bătălie a întemeiat stăpânirea britanică în Africa de Sud, care a avut mai multe ramificații pentru regiune în secolele XIX și XX. O comemorare bicentenară a avut loc în ianuarie 2006.

## Premisele bătăliei
Bătălia a fost un conflict cauzat de războaiele napoleoniene din Europa. La acea vreme, Colonia Capului Olandeză aparținea Republicii Batave, un vasal francez. Deoarece ruta maritimă din jurul Capului Bunei Speranțe era importantă pentru britanici, aceștia au decis să ocupă colonia pentru a preveni ca aceasta - și ruta maritimă - să intre și sub controlul francezilor. O flotă britanică a fost trimisă la Capul Bunei Speranțe în iulie 1805, pentru a opri navele de trupe franceze pe care Napoleon le trimisese pentru a întări garnizoana olandezilor din Cape Town.
Colonia era guvernată de generalul-locotenent Jan Willem Janssens, care era și comandant-șef al forțelor sale militare. Forțele erau mici și de calitate slabă și includeau unități străine angajate de către guvernul batavă. Au fost susținute de unitățile de miliție locale.